# Neomaskellia bergii
Bọ phấn mía (Neomaskellia bergii) là một loài côn trùng cánh nửa trong họ Aleyrodidae, phân họ Aleyrodinae.
Neomaskellia bergii được Signoret miêu tả khoa học đầu tiên năm 1868.